# Entrada de la flor

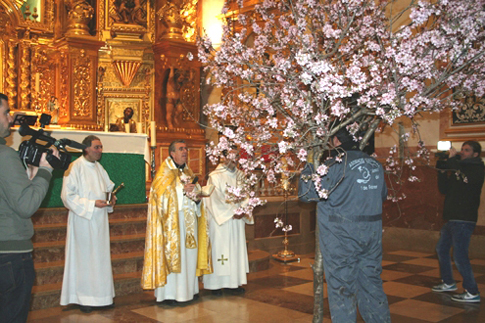
L'entrà de la Flor

El 1 de febrero, Torrente (Comunidad Valenciana, España) acoge la tradicional Entrà de la Flor, una festividad muy arraigada en el municipio que se remonta al siglo XVII en la que los clavarios y miembros de la Cofradía de la Mare de Déu hacen entrega de la primera rama de almendro en flor a la Virgen.

## Orígenes

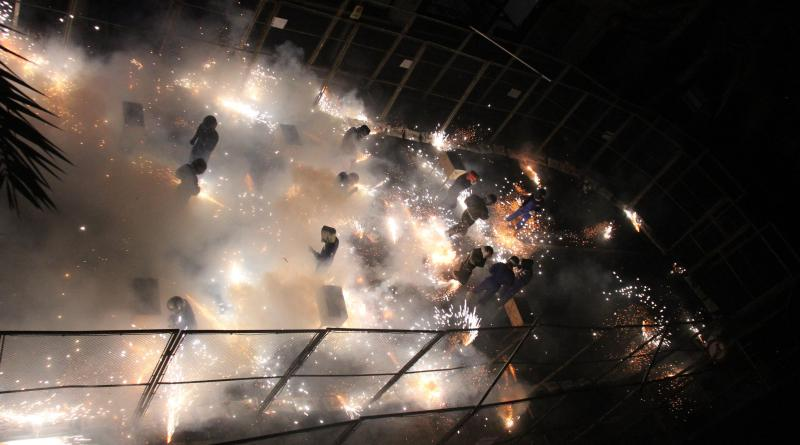
La Pólvora ilumina Torrente

Se celebra el día 1 de febrero. Consiste en ofrecer a la Virgen María los frutos del primer árbol al florecer después del invierno, que es el almendro.
Según la tradición oral, se trata de una fiesta centenaria en Torrente. No se conoce el origen preciso de esta fiesta ni desde cuándo su organizadora es la Cofradía de la Virgen del Rosario y San Luis Gonzaga la organizadora, aunque su Acta de Refundación del año 1940 muestra que "una de nuestras obligaciones, desde la fundación de la Cofradía, es ofrecer las primicias que la naturaleza nos envía".
Esta rama se corta y se trae hasta la parroquia de San Luis Bertrán, donde se iniciará el traslado por la noche. Una vez hecho esto, se celebra un almuerzo y una comida multitudinarios en la llamada "Caseta del Rosario". Allí van clavarios, junta directiva, amigos y participantes del acto e incluso autoridades municipales.
La segunda parte, y la principal, de l 'Entra de la Flor es a partir de las 20:45. Los participantes en el traslado se concentran a la parroquia de San Luis Bertrán. Se celebra una breve oración y posteriormente se inicia el traslado de la rama de almendro hasta la parroquia de Nuestra Señora de la Asunción.
Finalmente, en la parroquia de la Asunción, el rector de este templo bendice la rama y se ofrecen unas ramas a la Virgen del Rosario. Una vez finaliza el traslado empieza la Cordá. En un recinto cerrado y acondicionado, los participantes lanzan cohetes sueltos.